# Literatura pro mládež
Literatura pro mládež nebo též literatura pro dospívající je literatura psaná, vydávaná a zacílená na dospívající čtenáře. Beletrie pro mladé dospělé je často označovaná anglickým pojmem young adult literatura (YA literatura), a to i na oficiálních portálech nakladatelů. Tato literatura se vyvinula, aby zmírnila přechod mezi dětskou literaturou a romány pro dospělé Zmíněná kategorie beletrie je primárně určená pro čtenáře od 12 do 18 let, avšak polovina čtenářů young adult literatury jsou dospělí až do 25. roku života.
Náměty a zápletky literatury pro mládež zpravidla korespondují s věkem a se zkušenostmi hlavního hrdiny. Mezi běžná témata patří přátelství, první láska, vztahy a hledání vlastní identity. Stejně jako beletrii pro dospělé lze i literaturu pro mládež dělit do mnoha žánrů (fantasy, sci-fi, drama atd.).

## Historie
Knihy s motivem dospívání se v literatuře začaly objevovat již v 19. století. Jako příklad lze uvést Dickensova Olivera Twista, Twainova Dobrodružství Huckleberryho Finna nebo Alenku v říši divů od Carrolla.
Ve 20. a 21. století knihy pro mládež začaly získávat čím dál větší oblibu. Mezi série, které zaznamenaly mezi čtenáři největší úspěch můžeme řadit například sérii Stmívání, sérii Nástroje smrti, antiutopickou trilogii Hunger Games nebo sci-fi sérii Divergence.
V posledních letech je literatura pro mládež ve většině nakladatelství vydávána pod označením young adult literatura. V České republice se tomuto odvětví beletrie věnuje především YOLI, CooBoo, Fragment či Albatros.
Od roku 2016 pořádá Albatros Media a.s. vždy na podzim festival pod názvem HumbookFest, kde se setkávají fanoušci young adult literatury. Jedná se o největší festival YA literatury ve střední Evropě.

## Další autoři a knihy
Po úspěchu knižní série Stmívání se mezi českými čtenáři těšily oblibě další knižní série s podobnou tematikou jako byly například Upíří deníky od Lisi Jane Smithové, Vampýrská akademie od Richelle Mead nebo Škola noci od autorského dua Kristin Cast & P.C.Cast.
V současné době je YA literatura oblíbená zejména mezi dívkami. Mezi velmi známé série lze nyní zařadit Selekci, After nebo sérii Z krve a popela. Jedním z populárních autorů, který se zaměřuje na knihy pro mládež, je John Green. Ten se věnuje problémům spojených s dospíváním a životními nástrahami. V young adult knihách lze často nalézt romantickou tematiku. Toho si můžeme povšimnout například v knihách Colleen Hooverové nebo Jenny Hanové.

## Seznam autorů
John Green
- Hvězdy nám nepřály (2012),
- Hledání Aljašky (2005, v ČR 2013)

Colleen Hooverová
- Bez naděje (2013, v ČR 2014),
- Ztracená naděje (2013, v ČR 2014),
- Kosti v srdci (2020, v ČR 2022)

Veronica Rothová
- Divergence (2011, v ČR 2012),
- Rezistence (2012),
- Aliance (2013, v ČR 2014)

Lisa Jane Smithová
- Upíří deníky (1991–2014, v ČR 2009–2014)

James Dashner
- Labyrint: Útěk (2009, v ČR 2014),
- Spáleniště: Zkouška (2010, v ČR 2014),
- Vražedná léčba (2011, v ČR 2015)

Abigail Gibbsová
- Večeře s vampýrem (2012, v ČR 2013),
- Růže podzimu (2012, v ČR 2014)